# Чевіо
Чевіо (італ. Cevio, від ломбардського місцевого діалекту Шеві, Чеві [ˈʃevi, ˈtʃevi]) — громада  в Швейцарії в кантоні Тічино, адміністративний центр округу Валлемаджа.

## Географія
Громада розташована на відстані близько 115 км на південний схід від Берна, 36 км на північний захід від Беллінцони.
Чевіо має площу 151,3 км², з яких на 1% дозволяється будівництво (житлове та будівництво доріг), 6% використовуються в сільськогосподарських цілях, 37,1% зайнято лісами, 56% не є продуктивними (річки, льодовики або гори).

## Демографія
2019 року в громаді мешкало 1146 осіб (-4,7% порівняно з 2010 роком), іноземців було 15,6%. Густота населення становила 8 осіб/км².
За віковим діапазоном населення розподілялося таким чином: 16,1% — особи молодші 20 років, 57,8% — особи у віці 20—64 років, 26,1% — особи у віці 65 років та старші. Було 528 помешкань (у середньому 2,1 особи в помешканні).
Із загальної кількості 644 працюючих 23 було зайнятих в первинному секторі, 219 — в обробній промисловості, 402 — в галузі послуг.

## Інтернет-ресурси
- Offizielle Website der Gemeinde Cevio
- Amt für Statistik des Kantons Tessin: Cevio (italienisch)
- Cevio: Kulturgüterinventar des Kantons Tessin
- Bundesinventar ISOS: Cevio/Rovana
- Bundesinventar ISOS: Boschetto
- Bundesinventar ISOS: Val Bavona
- Cevio auf elexikon.ch